# Psycho Sisters
Psycho Sisters est un film d'horreur américain, sorti en 1998 et réalisé par Pete Jacelone.

## Synopsis
Deux sœurs, Jane et Jackie, assistent impuissantes à la mort de leurs deux parents, puis plus tard de leur plus jeune sœur, qui fut en plus violée. Elles sortent d'un institut psychiatriques après plusieurs années de thérapie, et se mettent à commettre de sanglants meurtres dans toute la ville.